# 川口市立幸並中学校
川口市立幸並中学校（かわぐちしりつ さちなみちゅうがっこう）は、埼玉県川口市西青木にある公立中学校。通称は「幸中」（さっちゅう）。

## 教育目標
教育目標は
- 自ら学び、正しく行動できる生徒（知）
- 心豊かで、思いやりのある生徒（徳）
- 心身ともに健康で、たくましい生徒（体）

とされている。また、生活信条は　生き生き　きびきび　はきはき　である。

## 60周年記念マスコット「さちなみかん」
開校60周年を記念して、平成25(2013)年に、生徒会が中心になって、全校生徒に幸並中学校のマスコットキャラクターのデザインを募集しました。その中から、全校生徒の投票により、60期生中村有花さんのデザインが選ばれました。その選ばれたデザインをもとに、美術科の山本智之先生(平成25年度〜平成31年/令和元年度)が決定デザインを作成しました。
　さわやかなイメージのある「みかん」と幸並中学校のイメージとを重ね合わせています。頭についている葉っぱは、幸並中学校のシンボルでもあるヒイラギの葉になっています。

## 70周年記念キャラクター「ヒラッキー」
開校70周年を記念して、令和5年(2023)年に、全校生徒に幸並中学校のマスコットキャラクターのデザインを募集しました。その中から、美術科の柳沼美鶴先生の審査により、68期生後藤未来さんのデザインが選ばれました。
幸並中学校に幸運をもたらすひいらぎの妖精。
三人組で、一人一人が教育目標である「知・徳・体」を表していて、ヒイラギの葉が文字数を表している。ヒイラギとラッキーをかけあわせた名前。

## 部活動
運動部が13部、文化部が6部ある。

### 運動部
- 剣道部
- 水泳部
- 男子ソフトテニス部
- 女子ソフトテニス部
- 男子バスケットボール部
- 女子バスケットボール部
- 男子バレーボール部
- 女子バレーボール部
- 野球部
- 陸上部
- サッカー部
- 男子卓球部
- 女子卓球部

### 文化部
- 英語部
- 科学部
- 書道部
- 吹奏楽部
- 美術部
- 家庭科部

※英語部、書道部、家庭科部は2025年度から部員減少などの理由から廃部になる。

## 周辺
- 裏門を出て左にまがると川口警察署がある。
- すぐ側に県道35号(産業道路)が通っている。

## ジャージ
2013年度の60周年記念から現在の学年別カラーのジャージを採用している。(元々は全学年青色)
太字が在校生。()内在校期間
60期生 緑 🟩(平成25年度〜平成27年度)
61期生 黄 🟨(平成26年度〜平成28年度)
62期生 青 🟦(平成27年度〜平成29年度)
63期生 緑 🟩(平成28年度〜平成30年度)
64期生 黄 🟨(平成29年度〜平成31年/令和元年度)
65期生 青 🟦(平成30年度〜令和2年度)
66期生 緑 🟩(平成31年/令和元年度〜令和3年度)
67期生 黄 🟨(令和2年度〜令和4年度)
68期生 青 🟦(令和3年度〜)
69期生 緑 🟩(令和4年度〜)
'70期生 黄 🟨(令和5年度〜)"

## 給食
川口市の学校給食センターを利用している。元郷給食センターB献立である。

## 校舎の建て替え
- 検査の結果、耐震基準を満たしていなかったとされるため2014年から建て替え工事を行った。
- 仮設校舎にはエアコンが全教室に設置された。

### 建て替え日程
- 2014年10月頃〜　校庭に仮設校舎の建設開始
- 2015年春　仮設校舎完成
- 2015年6月頃〜　既存校舎の取り壊し
- 2015年夏〜　新校舎の建設開始
- 2017年春　新校舎完成

## 著名な出身者
- 岩井隆 - 高校野球指導者、花咲徳栄高校野球部監督

## アクセス
- JR東日本京浜東北線西川口駅より徒歩約9分。
- 西川口駅から国際興業バス、川口警察署停留所より徒歩約3分。